# Romano III
Romano III Argyros o Argiro (Ρωμανός Αργυρός; 968-11 de abril de 1034), fue emperador bizantino desde 1028 hasta su muerte. Su apellido Argyros, significa "plata" en griego.
Romano fue un patricio bizantino no especialmente destacado, que fue obligado por el emperador Constantino VIII a casarse con su hija Zoe y convertirse en su sucesor. Mostró gran disposición a dejar una marca duradera como emperador, pero no tuvo gran fortuna en sus empresas. Gastó grandes sumas en la construcción de nuevos edificios y en la dotación de monasterios, y en su voluntad de suavizar la presión fiscal sobre los terratenientes, desbarató las finanzas del Imperio.
En 1030, decidido a responder a las incursiones musulmanas sobre sus fronteras orientales, dirigió personalmente un gran ejército contra Alepo, pero fue sorprendido en su marcha y sufrió una grave derrota en Azaz, cerca de Antioquía. Aunque este desastre fue compensado por la defensa de Edesa por parte de Jorge Maniakes y por la derrota de una flota árabe en el Adriático, Romano nunca recuperó su popularidad. Su temprana muerte se cree que fue debida a un envenenamiento inducido por su esposa.

## Contexto general
En 1025, la muerte de Basilio II deja al Imperio en su mayor extensión desde la época de Heraclio. El emperador restableció el dominio bizantino sobre la península de los Balcanes al anexar el Primer Imperio búlgaro y fortaleciendo las posiciones imperiales en el este mediante la integración de los principados caucásicos. Cuando muere, está a punto de emprender una expedición a Sicilia. Sin embargo, ni él ni su hermano y sucesor Constantino VIII (1025-1028) tienen un descendiente masculino que probablemente perpetuará la poderosa Dinastía macedónica, en el poder desde mediados del siglo IX. A veces impugnado, sin embargo logró establecer una legitimidad dinástica sin precedentes en el orden político romano-bizantino. Solo Zoe y Teodora, las hijas de Constantino VIII, aún pueden encarnar esta legitimidad y gozar de gran popularidad, pero no pueden esperar gobernar solas en el trono. Como resultado, la muerte de Constantino VIII abre un período de competencia entre las grandes familias del Imperio, primero para ganar la mano de una de las dos hermanas, luego para establecer una nueva dinastía a la cabeza del Imperio.

## Orígenes familiares y ascenso
Romano Argyros nació en 968. Perteneció a la familia Argyros, una familia de grandes terratenientes de Anatolia, que aparece con certeza en el siglo IX. El padre de Romano no se conoce con certeza. Podría ser Pothos Argyros, que derrotó a una incursión magiar en 958, o Eustaquio Argyros, conocido por haber compuesto un poema en honor a Romano II en 950. El abuelo de Romano era un homónimo que se casó con una mujer llamada Ágata, hija del emperador Romano I Lecapeno (919-944)..
Romano tuvo varios hermanos y hermanas, entre ellos Basilio Argyros, general bajo Basilio II (976-1025), Léon Argyros que sirvió bajo el mismo emperador y murió durante una campaña en Italia en 1017, Pulqueria Argyropoulina que se casó con el magistros Basilio Esclero, otra hermana que se casó con Constantino Karantènos, dux (duque) de Antioquía y María Argyropoulina, casada con Giovanni Orseolo, hijo del dux de Venecia Pietro II Orseolo·.
Sirvió como krites (juez) del Thema Opsiciano con el rango de Protospatario, uno de los más altos en la jerarquía judicial, a menudo otorgado a importantes generales o gobernadores provinciales. Se sabe que persiguió a herejes en Akmoneia. Luego fue ascendido al rango de cuestor y se convirtió en uno de los jueces del Hipódromo, una especie de corte suprema del Imperio. Luego es citado en Peira, una recopilación de decisiones legales escritas por Eustaquio Rhomaios. Continuando con su carrera, es elevado al rango de patricio y ocupa el puesto de oikonomos (administrador) de Hagia Sophia, mientras sigue dirigiendo el tribunal antes mencionado. Bajo el emperador Constantino VIII, ocupó el cargo de Prefecto de Constantinopla, lo que lo convirtió en el jefe formal del Senado y uno de los principales consejeros del emperador. Según Anthony Kaldellis, si su carrera es la de un hombre de la alta sociedad, no es particularmente destacable en comparación con otros de sus contemporáneos.

## Llegada al trono
A finales de 1028, Constantino VIII estaba en su lecho de muerte. Sin descendientes, todavía espera salvar a la dinastía macedonia. Para ello convoca a Constantino Dalassenos, que vino de Antioquía, para que se case con su hija mayor, Zoe. Dalassenos es el dux de Antioquía, un destacado puesto militar. Es un general experimentado, un miembro influyente de la aristocracia y alguien leal a la dinastía gobernante. Pero los consejeros del emperador no quieren una figura militar demasiado influyente como Emperador y finalmente persuaden al emperador para que eligiera a Romano, que consideran más maleable. Entonces Romano estaba casado con una mujer llamada Helena con quien no tuvo hijos. El emperador no se detiene en este detalle y antepone su favorito ante una simple elección: divorciarse de Helena o quedar ciego. Helena habría consentido entonces en retirarse a un monasterio, lo que abre el camino para un nuevo matrimonio de Romano. Si las diversas fuentes coinciden en el curso de los acontecimientos, aparece una divergencia entre, por un lado, Miguel Psellos y, por otro lado, Yahya de Antioquía y Juan Skylitzes. Si los dos últimos destacan la retirada voluntaria de Helena en un convento, lo que legitima el divorcio, Psellos es más ambiguo, considerando que fue engañada y por tanto que su consentimiento no está garantizado. De todos modos, el matrimonio se concretó el 12 de noviembre de 1028, tres días antes de la muerte de Constantino y a pesar de la oposición de Teodora, mencionada por Juan Skylitzes. Al parecer, invocó en particular el hecho de que Romano no era viudo, así como su grado de parentesco con Zoe. De hecho, dos hijas de Romano Lecapeno se casaron con Romano Argyre (el abuelo de Romano III) y Constantino VII (el bisabuelo de Zoe), induciendo un parentesco de séptimo grado. Sin embargo, el obstáculo se levanta con un sínodo.

## Política exterior

### La búsqueda de la expansión territorial en Siria
Al iniciar su reinado, Romano III tenía poca experiencia en el campo de la guerra, por ello se ve tentado por la gloria militar. En 1030, en contra del consejo de sus oficiales, dirigió personalmente una expedición contra los mirdásidas de Alepo que, sin embargo, reconocían la soberanía bizantina. Parece haber tenido la ambición de aprovechar la reciente muerte de Salah ibn Mirdas, emir entre 1025 y 1029, para integrar la ciudad directamente en el seno imperial colocando a la cabeza a Mansur ibn Lu'lu, un ex emir de la ciudad, derrocado en 1016. Pero la campaña resultó en un gran fracaso. El ejército, instalado en tierra cerca de Azaz, pierde a sus exploradores que caen en una emboscada. Pronto, los árabes rodearon a los bizantinos que estaban aislados de su principal fuente de agua. Un ataque de caballería de Constantino Dalassenos también es derrotado y Romano, después de un consejo de guerra, decide retirarse cuando la moral del ejército está en su punto más bajo. El 10 de agosto, después de haber quemado sus armas de asedio, los soldados iniciaron su retirada en dirección a Antioquía. Fue en este momento cuando el emir de Alepo Nasr ibn Salih lanzó un ataque contra los sorprendidos bizantinos, que huyeron en desorden. Solo el regimiento imperial de Hetaireia resistió, lo que permitió a Romano escapar por poco de la captura. Juan Skylitzes escribe que la derrota resulta en pérdidas significativas, los soldados son pisoteados en la confusión, pero Yahya de Antioquía subraya las pérdidas limitadas de los bizantinos a pesar del pánico. Informa que, no obstante, dos importantes dignatarios son asesinados y que un oficial es hecho prisionero. Según Mateo de Edesa y las fuentes árabes, Constantino Dalassenos habría debilitado la posición de Romano III al conspirar contra él.
El general Jorge Maniaces, dux de Telouch en este momento, logra de alguna manera restablecer la situación derrotando a una tropa árabe lanzada en persecución de los bizantinos, previamente esta fuerza árabe exige la entrega de toda la provincia, lo que Maniaces acató solo en parte, enviándoles alimento y otros enseres exclusivamente para ganar tiempo. Tras su victoria, envía las narices y orejas que cortó de los cadáveres de sus enemigos al emperador, quien lo asciende al rango de catapán. Al mismo tiempo, dos generales dejados por Romano III lanzan una incursión destructiva en la región de Azâz. Estos éxitos permiten contrarrestar la derrota de Romano III y las autoridades de Alepo difícilmente están en condiciones de explotar su victoria debido a sus divisiones internas y la amenaza de una invasión fatimí. Emir Nasr finalmente consiente en un tratado firmado en 1031, en el que reconoce a Romano III como su señor y protector, y acepta pagarle un tributo anual y proporcionarle tropas. El mismo año, Jorge Maniaces confirmó su talento al tomar Edesa, un puesto importante en Mesopotamia donde la presencia bizantina fue aumentando.
Otra región que requirio de especial atención imperial es la zona cercana al actual Líbano. En 1028, el dux de Antioquía Miguel Spondyles acordó confiar una pequeña tropa a un prisionero de guerra musulmán, Nasr Musharraf, quien propuso establecer un principado vasallo en las montañas entre Laódice de Siria y el emirato de Trípoli, en al-Maniqa. Solo, una vez hecho esto, Nasr traiciona a los bizantinos en favor de los fatimíes, que están planeando redadas alrededor de Antioquía. Romano III se ve obligado a enviar a un general, Nicetas, que sustituye a Spondyles, para protegerse de esta amenaza. En 1031, con la ayuda del Emir de Tayy, al-Hassan ibn al-Mufarrij, pacifica Fenicia, toma al-Maniqa y obliga a Nasr a huir. A continuación, Al-Hassan es recibido en Constantinopla por Romano III. Gracias a la acción de sus generales y la división de sus enemigos, puede afirmar haber fortalecido la frontera oriental y confirmado el papel principal del Imperio Bizantino en el juego de Oriente Medio.
En 1032, volvió a dirigir una expedición militar a través de Asia Menor sin rumbo fijo. Anthony Kaldellis especula que simplemente deseaba aparecer frente a sus hombres y termina regresando a la capital en agosto, luego de indagar sobre el destino de los grupos de refugiados en el camino, que huyen de las hambrunas en curso en Anatolia. Durante los dos últimos años de su reinado, Romano III llevó a cabo una intensa actividad diplomática hacia las autoridades árabes coronándose como el protector de los cristianos residentes en tierras musulmanas. En este marco, por un tratado que negoció con el califa fatimí Ali az-Zahir, logró dejar constancia de la reconstrucción de la Iglesia del Santo Sepulcro, destruida por Al-Hâkim. Sin embargo, el tratado no se concluyó hasta después de la muerte de Romano III, debido a su negativa a ceder ante el estatus de Alepo como vasallo del Imperio. Nombra un nuevo patriarca en Jerusalén y recibe del Emir de Alepo el cabello de San Juan Bautista que puede exhibir durante una ceremonia en la capital. Finalmente, las fuentes bizantinas mencionan una incursión naval dirigida por Tekneas contra barcos en Alejandría, que no aparece en las fuentes árabes.

### Consolidación del Imperio en diferentes frentes
Más al norte, el final del reinado de Romano vio una consolidación del control bizantino sobre el Cáucaso occidental, en línea con los éxitos de Basilio II. En circunstancias inciertas, el Imperio adquiere la ciudad de Berkri en la región del lago Van y expulsa a parte de su población musulmana en beneficio de los cristianos. Para los bizantinos, esta conquista les asegura el control de un área propicia para las invasiones desde Persia. En la costa del Mar Negro, Romano estableció relaciones ambivalentes con el Reino de Georgia. Al principio, consolida la paz al recibir a la regente Mariam Arçrouni a quien colmó de regalos y al casar a su sobrina Hélena Argyros con Bagrat IV. Pero unos años más tarde, aprovechó una disputa entre Bagrat y su medio hermano Demetrios para hacerle ceder la fortaleza de Anacopia en Abjasia, que se convirtió en la sede de un tema aislado, incluida la antigua ciudad de Bicvinta. También se reconcilia con el rey de Armenia Smbat III que se casa con una de sus sobrinas y que ya ha aceptado, bajo Basilio II, ceder su reino al Imperio a su muerte.
En los Balcanes, la acción de Romano III es más discreta y consiste en mantener la dominación bizantina. Se asegura en particular de mantener buenas relaciones con Dobronas, que encabeza la región de Zadar y Split, dependiente del Imperio desde el reinado de Basilio I, pero con una fuerte autonomía. Lo promueve como protospatharius y lo convierte en estratega del tema dálmata·. La presencia imperial en el mar Adriático también se ve reforzada por la victoria de Nicéforo Carantinos sobre una flota árabe en Nauplia en 1032. Por otro lado, en la Italia bizantina, los árabes del emirato de Sicilia multiplican las incursiones que el catapan (gobernador) Pothos Argyros lucha por repeler, e incluso podría ser que falleciera durante los combates. Por su parte, la frontera del Danubio vio la irrupción de la amenaza de los Pechenegos que comenzaron a lanzar incursiones al sur del río bajo Romano III.

## Política interior
Al acceder al trono y durante todo su reinado, Romano III buscó dejar su huella en la historia pero no tiene las capacidades de los personajes históricos a los que admiraba. Admirador de Marco Aurelio, tiene en mente la imagen del rey filósofo, mientras sueña con igualar la destreza militar de Trajano o las construcciones de Justiniano. A menudo se le veía como un representante de la aristocracia civil, a diferencia de la aristocracia militar del Imperio. Esta dicotomía, establecida principalmente por George Ostrogorsky durante mucho tiempo se ha utilizado para explicar las disensiones dentro de la elite gobernante bizantino a mediados del siglo XI, con una aristocracia civil ansiosa por preservar sus privilegios, en particular los fiscales. Sin embargo, esta tesis se cuestiona cada vez más. Romano parece gobernar apoyándose en eunucos, como Juan el Orfanotrofos, o miembros de su familia, como Pothos Argyros nombrado Catapán en Italia o Constantino Caranténos, su cuñado. Si bien inicialmente reduce los impuestos sobre las propiedades, por ejemplo con la eliminación de Allelengyon, la interpretación de esta decisión ha evolucionado. Esta herramienta fiscal fue introducida por Basilio II de modo que los impuestos impagos, por ejemplo debido a la insolvencia del contribuyente, sean soportados por un propietario más rico. Los historiadores a veces lo han visto como una forma de limitar el ascenso al poder de una aristocracia demasiado influyente. Sin embargo, si bien es cierto que el abandono del Allelengyon fue exigido seguramente por los estratos más ricos de la sociedad, los trabajos más recientes templan la tesis que lo convertiría en el símbolo de un cambio total en relación con la legislación de la dinastía macedonia y la prueba de que Romano III quería ante todo servir a los intereses de la aristocracia.
En general, los primeros meses del reinado de Romano III fueron para él una oportunidad para reconciliar a grandes sectores de la sociedad a través de diversas y variadas medidas: aumento de los ingresos para Hagia Sophia, liberación de los prisioneros, en particular los que fueron condenados por su predecesor, pago de rescates a bizantinos cautivos libres de los pechenegos, cancelación de deudas fiscales, etc. Según Kaldellis, luego busca “desesperadamente” hacerse popular. Si estas medidas podrían haberlo hecho pasar por un emperador derrochador, entonces fue más riguroso en cuestiones presupuestarias y contribuyó al desarrollo del epi tōn oikeiakōn, un servicio en camino de convertirse en la oficina financiera principal del imperio·.
Para combatir los efectos de la hambruna en Anatolia y evitar la afluencia de refugiados a Constantinopla, le da a cada familia obligada a abandonar su región de origen tres nomismata, el equivalente al impuesto anual sobre una propiedad campesina de tamaño medio, para alentarlo a volver a su aldea.
Si Romain III se aprovechó de la brillantez militar de sus oficiales, su fracaso personal en Azaz hizo poco para fortalecer su legitimidad. Por lo tanto, su reinado está marcado por conspiraciones en su contra. A partir de 1029, Constantino Diógenes, entonces Dux de Tesalónica, fue sospechoso de querer derrocarlo y fue encarcelado, mientras que sus supuestos cómplices fueron exiliados, como Eustacio Dafnomeles. Teodora, su cuñada, también está involucrada en conspiraciones. En 1029, planea casarse con el príncipe búlgaro Presian y usurpar el trono. La trama es desenmascarada por Zoe y Presian es cegado, luego tonsurado y obligado a convertirse en monje. Teodora, se salva, pero en 1031, está nuevamente involucrada en una conspiración con Constantino Diogenes. Esta vez, ella es exiliada a un monasterio, mientras Diógenes es torturado y se lanza al vacío desde su celda. En 1032-1033, Basilio Skleros, el cuñado del emperador, sacado del exilio por este último después de ser cegado por Constantino VIII, fue acusado de conspirar contra el trono y expulsado de Constantinopla.

### Política religiosa y cultural
Si bien el Imperio está en pleno florecimiento cultural con el renacimiento macedonio, la corte de Romano III es famosa por acoger a un gran número de intelectuales, con quienes el emperador probablemente estableció relaciones en el curso de sus funciones en la capital. Antes de ascender al trono como muchos de sus predecesores, Romano III mando construir la Iglesia de Santa María Peribleptos, que significa "admirada por todos", porque está ubicada en una ladera de una de las colinas de Constantinopla que desciende hacia el mar de Mármara. Si se convierte en un santuario importante, su costo despierta críticas entre sus contemporáneos. Además, comienza el reacondicionamiento de una serie de infraestructuras en la capital, incluidos sus acueductos. Fue durante su reinado que el icono de la Virgen de las Blaquernas fue redescubierto durante las obras de restauración de la iglesia de Saint-Marie-des-Blacherna. Se convierte en objeto de una ceremonia que se celebra todos los viernes.
En materia religiosa, la acción de Romano III está a la vez guiada por su voluntad de defender el cristianismo en Oriente pero también de luchar contra las prácticas consideradas heréticas, como lo demuestran sus actos como krites del Opsikion. Como emperador, rompió con la política de tolerancia hacia las iglesias orientales que nunca habían aceptado las conclusiones del Concilio de Calcedonia, mientras que sus predecesores, en la línea de Juan I Tzimisces, se cuidaron de no reavivar el conflicto. En 1029, el Patriarca de Constantinopla Alejo I Studites recibió una solicitud del obispo Calcedonio de Melitene que se quejaba de los jacobitas de su región. El patriarca y el emperador deciden entonces convocar al patriarca jacobita Juan VIII, establecido en Germanicia. Este recibió la orden de unirse a la fe ortodoxa, que rechazó, lo que lo llevó al exilio en el monte Ganos hasta su muerte en 1033. En esa fecha, los jacobitas de Oriente eligieron a su sucesor que se estableció en Diyarbakır, fuera del Imperio, para escapar de las crecientes persecuciones contra su Iglesia, como las profanaciones en la Iglesia jacobita de Constantinopla.
En general, Romano tiene una buena relación con el patriarca Alejo Studites, en el cargo desde 1025 y a quien probablemente conocía antes de subir al trono como el oikonomos de Hagia Sophia. La supresión del allelengyon, que pesa mucho sobre la institución eclesiástica, favorece estas buenas relaciones, al igual que la decisión de Romano III de aumentar los ingresos de Hagia Sophia con una dotación anual de ochenta litros de oro extraídos del tesoro imperial. A cambio, se hace un mosaico que lo representa con Zoe junto a Cristo y se coloca en la basílica. Vlada Stankovic ve los favores de Romano III hacia la Iglesia como signo de la emancipación del poder patriarcal frente a la tutela del emperador.

## Fin del reinado
En los últimos meses de su reinado, Romano III tuvo una relación cada vez más difícil con Zoe. Tras descubrir que era infértil, la abandonó y privó de todo acceso al tesoro imperial. Zoe estaba comprometida con un hombre de una familia que trabaja en el cambio de divisas, Miguel el Paflagonio, hermano del eunuco Juan. Este último era un cortesano influyente que se convirtió en parakoimomenos (guardaespaldas) de Romano III, de quien fue el principal consejero tras años de servicios previos a su ascenso. De hecho, fue él quien llevó a Miguel a la corte. Romano no pareció sentirse ofendido por este idilio que, sin embargo, no tarda en ser conocido por todos en la corte. Su hermana Pulqueria incluso llega a advertirle de la posibilidad de un complot en su contra. A principios del año 1034, Romano III enfermó y perdió cabello, barba y peso. Durante la Semana Santa, el viernes 11 de abril, murió mientras se bañaba. Las circunstancias de esta muerte levantan sospechas de envenenamiento, ya sea por parte de Zoe o por parte de Juan. Miguel Psellos parece apoyar esta tesis, pues escribe que su cadáver recordaba "el de cuerpos hinchados y pálidos por la absorción de venenos". En cualquier caso, fue enterrado en la Iglesia de Santa María Peribleptos. Al día siguiente, Zoe se casó con Miguel IV, quien se convirtió en el nuevo emperador. A pesar de las sospechas que pesan sobre la muerte de Romano III, el poeta Cristóbal de Mitilene señaló que “los mejores hombres se unieron rápidamente al nuevo emperador y Romano cayó rápidamente en el olvido” .